# 飛行員控制燈光
飛行員控制燈光（英語：Pilot Control Lighting，PCL），也稱作航空無線電控制式機場燈（Aircraft Radio Control of Aerodrome Lighting，ARCAL），它是由飛行員經飛機的無線電发射机控制的進場燈光系統、跑道燈和滑行道燈。PCL常被安裝於無人控制機場或者是航空交通流量極低的機場，从而減小操作機場燈光的人力、機場燈光運作的電力以及光污染。

## 操作方式
飛行員控制灯光系統只需於機場劃給飛機溝通的頻道上按下發話鍵组合。
飛行員控制燈光系統一般有三種設定：
- 低感度：五秒內按三次發話鍵
- 中感度：五秒內按五次發話鍵
- 高感度：五秒內按七次發話鍵

在系統開啟後，會開始十五分鐘的倒數，在倒數结束後，燈號就會自动关闭。如果飛行員再次按下發話鍵組合，则會再次啟動倒數機制，部分機場的燈光关闭前會先将燈光閃動以提醒飛行員燈光即將關闭。也有機會建議飛行員在進場或起飛前再次發出指令打開機場燈光，以確保燈光不會在重要时刻自动關闭。